# Булон (Калвадос)
Булон (фр. Boulon) насеље је и општина у северној Француској у региону Доња Нормандија, у департману Калвадос која припада префектури Кан.
По подацима из 2011. године у општини је живело 609 становника, а густина насељености је износила 40,71 становника/km². Општина се простире на површини од 14,96 km². Налази се на средњој надморској висини од 100 метара (максималној 142 m, а минималној 29 m).

## Демографија
| 1962. | 1968. | 1975. | 1982. | 1990. | 1999. | 2011. |
| ----- | ----- | ----- | ----- | ----- | ----- | ----- |
| 355   | 406   | 458   | 589   | 592   | 554   | 609   |

График промене броја становника у току последњих година